# Moriwaki

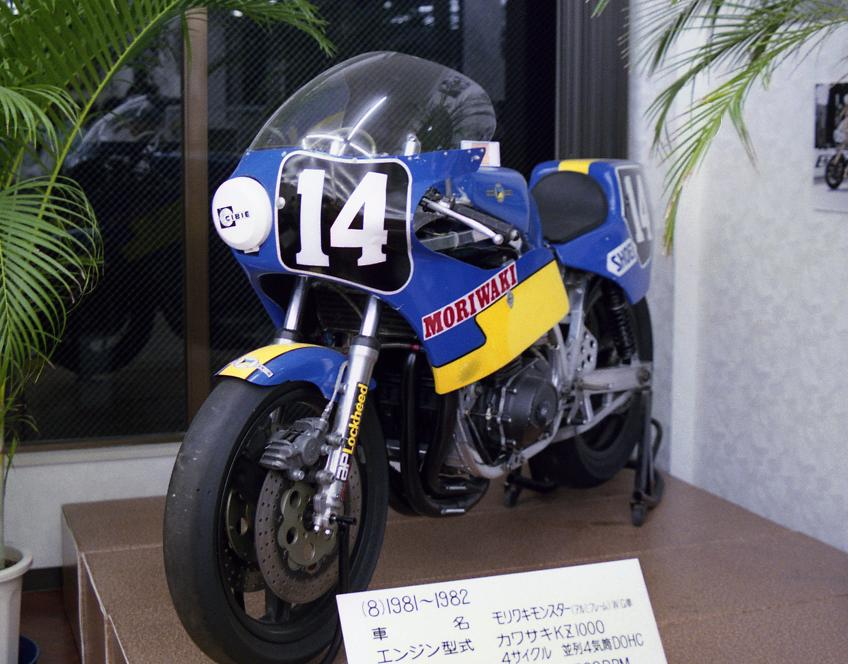
De Moriwaki Kawasaki endurance racer waarmee Wayne Gardner in 1981 deelnam aan de 8 Uren van Suzuka

Moriwaki is een Japanse constructeur van motorfietsen.
Mamoru Moriwaki is de schoonzoon van tuner Hideo ("Pops") Yoshimura. Zijn bedrijf Moriwaki Engineering is de vijfde Japanse producent van motorfietsen. Hij bouwt sinds 1972 motorfietsen met motorblokken van de andere Japanse fabrikanten, voorzien van eigen frames. Daarnaast levert hij ook uitlaten en opvoerkits voor diverse Japanse merken.